# Karl Muhs
Karl Muhs (* 23. Dezember 1891 in Berlin; † 17. Oktober 1954 ebenda) war ein deutscher Wirtschaftswissenschaftler.

## Leben
Nach der Promotion am 23. April 1919 bei Julius Pierstorff an der Universität Jena war er von 1934 bis 1945 Professor für Staatswissenschaften an der Universität Halle. Er beantragte am 16. August 1937 die Aufnahme in die NSDAP und wurde rückwirkend zum 1. Mai desselben Jahres aufgenommen (Mitgliedsnummer 4.979.096).

## Schriften (Auswahl)
- Forderungen der Einkommens- und Produktionspolitik. Ein Beitrag zum Wiederaufbau unserer Volkswirtschaft. Berlin 1921.
- Die Krisis der Wirtschaft. Ursachen und Überwindung. Rede zur akademischen Verfassungsfeier. Greifswald 1931.
- Die Entfaltung des Weltbildes und die Antiphonie der Werte. Berlin 1954, OCLC 176767676.
- Kurzgefaßte Geschichte der Volkswirtschaftslehre. Wiesbaden 1955, OCLC 45702315.